# Summit (Washington)
Summit ist ein census-designated place (CDP) im Pierce County im US-Bundesstaat Washington. Zum United States Census 2000 hatte Summit 8.041 Einwohner.

## Geographie
Nach dem United States Census Bureau nimmt der CDP eine Fläche von 13,4 km², worunter keine Wasserflächen sind.

## Demographie
Nach der Volkszählung von 2000 gab es in Summit 8.041 Einwohner, 2.990 Haushalte und 2.272 Familien. Die Bevölkerungsdichte betrug 600,5 pro km². Es gab 3.090 Wohneinheiten bei einer mittleren Dichte von 230,8 pro km².
Die Bevölkerung bestand zu 88,07 % aus Weißen, zu 2,15 % aus Afroamerikanern, zu 0,99 % aus Indianern, zu 2,9 % aus Asiaten, zu 0,35 % aus Pazifik-Insulanern, zu 1,8 % aus anderen „Rassen“ und zu 3,73 % aus zwei oder mehr „Rassen“. Hispanics oder Latinos „jeglicher Rasse“ bildeten 3,73 % der Bevölkerung.
Von den 2990 Haushalten beherbergten 33,4 % Kinder unter 18 Jahren, 63,6 % wurden von zusammen lebenden verheirateten Paaren, 8,4 % von alleinerziehenden Müttern geführt; 24 % waren Nicht-Familien. 18,5 % der Haushalte waren Singles und 7,5 % waren alleinstehende über 65-jährige Personen. Die durchschnittliche Haushaltsgröße betrug 2,68 und die durchschnittliche Familiengröße 3,04 Personen.
Der Median des Alters in der Stadt betrug 38 Jahre. 25,4 % der Einwohner waren unter 18, 6,9 % zwischen 18 und 24, 28,5 % zwischen 25 und 44, 25,9 % zwischen 45 und 64 und 13,2 65 Jahre oder älter. Auf 100 Frauen kamen 98,7 Männer, bei den über 18-Jährigen waren es 95,6 Männer auf 100 Frauen.
Alle Angaben zum mittleren Einkommen beziehen sich auf den Median. Das mittlere Haushaltseinkommen betrug 52.685 US$, in den Familien waren es 60.131 US$. Männer hatten ein mittleres Einkommen von 43.083 US$ gegenüber 31.733 US$ bei Frauen. Das Pro-Kopf-Einkommen betrug 22.915 US$. Etwa 5,2 % der Familien und 6,5 % der Gesamtbevölkerung lebte unterhalb der Armutsgrenze; das betraf 7,6 % der unter 18-Jährigen und 5,6 % der über 65-Jährigen.